# Глибовець Андрій Миколайович
Глибовець Андрій Миколайович — український науковець, доктор технічних наук, доцент, декан факультету інформатики Національного університету «Києво-Могилянська академія» (з 2019 року).

## Біографія
Андрій Миколайович Глибовець здобув вищу освіту в Київському національному університеті імені Тараса Шевченка. Захистив дисертацію на здобуття кандидата фізико-математичних наук, пізніше — доктора технічних наук.

## Наукова діяльність
Андрій Глибовець є фахівцем у галузі інформатики та комп'ютерних наук. Його дослідницькі інтереси включають електронну комерцію, мультиагентні системи, інформаційні пошукові системи, штучний інтелект, Semantic Web.
Автор численних наукових публікацій з питань інформаційних технологій, комп'ютерних наук та електронної комерції. Є експертом у галузі інформаційних технологій, регулярно публікує статті та коментарі з питань розвитку IT-сфери в Україні.

## Викладацька діяльність
Працює доцентом кафедри мережних технологій факультету інформатики НаУКМА. Викладає курси з мережних технологій, інформатики та суміжних дисциплін.

## Адміністративна діяльність
30 травня 2019 року на засіданні Вченої ради НаУКМА Андрія Миколайовича Глибовця було обрано деканом факультету інформатики. Він очолив один із провідних факультетів університету, який готує фахівців у галузі інформатики та комп'ютерних наук.

## Експертна діяльність
Андрій Глибовець є визнаним експертом у галузі інформаційних технологій. Співпрацює з різними медіа та організаціями як експерт бізнесу, надаючи коментарі з питань розвитку IT-індустрії в Україні.

## Родинні зв'язки
Андрій Миколайович Глибовець є сином Миколи Миколайовича Глибовця, відомого українського кібернетика, фахівця у галузі інформатики, доктора фізико-математичних наук, професора, заслуженого діяча науки і техніки України, засновника і фундатора кафедри інформатики, департаменту комп'ютерних наук, факультету інформатики НаУКМА.